# يوحنا داهل (ناشر)
يوحنا داهل (بالنرويجية: Johan Fjeldsted Dahl)‏ (و. 1807 – 1877 م) هو ناشر (حرفة)، وبائع كتب نرويجي، ولد في كوبنهاغن، توفي عن عمر يناهز 70 عاماً.